# 斯蒂克尼隕石坑

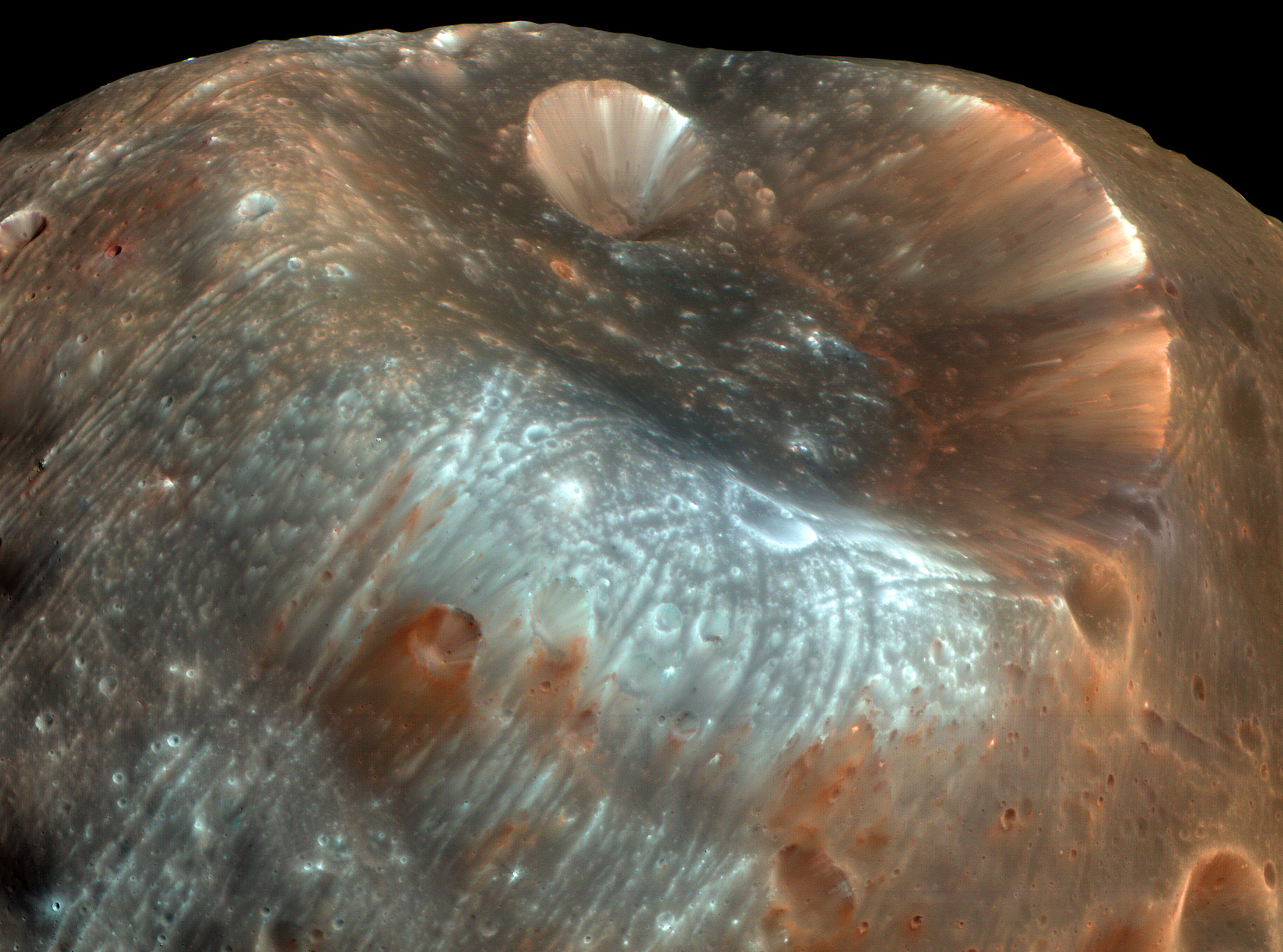
火星偵察軌道器在2008年3月拍攝的斯蒂克尼隕石坑影像。

斯蒂克尼（英語：Stickney）是火星的天然衛星火衛一上最大的隕石坑。它的位置在1°N 49°W，直徑是9公里 (5.6英里)，在這顆衛星的表面佔據了相當大的比例。
它的名字是依據火衛一的發現者阿薩夫·霍爾的妻子，安潔莉娜·斯蒂克尼命名的。在1878年，霍爾寫道"若沒有妻子的鼓勵，可能已經放棄搜尋火星的衛星。" 這個隕石坑是依據水手9號的影像，在1973年由國際天文學聯合會的命名委員會在卡爾·薩根擔任主席的會議中命名的。
斯蒂克尼隕石坑的裡面還有一個較小的隕石坑，直徑大約2公里 (1.2英里)，是之後的撞擊造成的。在2006年，它依據格列佛遊記中的一個劇中人物命名為Limtoc。
斯蒂克尼隕石坑大小可能是從火星表面就可以用裸眼就足以看見的地型。它位於火衛一面向火星的正面西側邊緣中央。

## 溝槽和紋理
火衛一上的溝槽和鏈坑看似以斯蒂克尼為中心並呈輻射狀分佈，讓人推測形成斯蒂克尼的隕石撞擊威力可能接近把衛星摧毀的程度。然而，來自火星快車號軌道飛行器的證據顯示這些坑紋都與隕石坑無關，可能是從火星受撞擊而彈射出來的物質形成。後來，有理論根據電腦建模指出溝槽可能是由潮汐力所導致。而於2008年11月提出的最新理論則顯示斯蒂克尼的撞擊後，彈射出的巨石回到衛星，從隕石坑滾動直至失重落入太空，形成覆蓋半個衛星的溝槽。
另外，隕石坑的內側由於有物質落入坑內形成土石傾瀉，形成了明顯的線狀紋理。但2008年的理論也指出墜落的物質也可能回到坑中形成坑紋。

## 文藝創作
在金·史丹利·羅賓遜的科幻小說火星三部曲系列中的《紅火星》，斯蒂克尼隕石坑是最初一百年殖民者的火山口圓頂城市的基地位置。

## 外部連結
- Flight around Phobos （页面存档备份，存于） (animated movie)
- Stickney in High Resolution （页面存档备份，存于）